# Térképészet

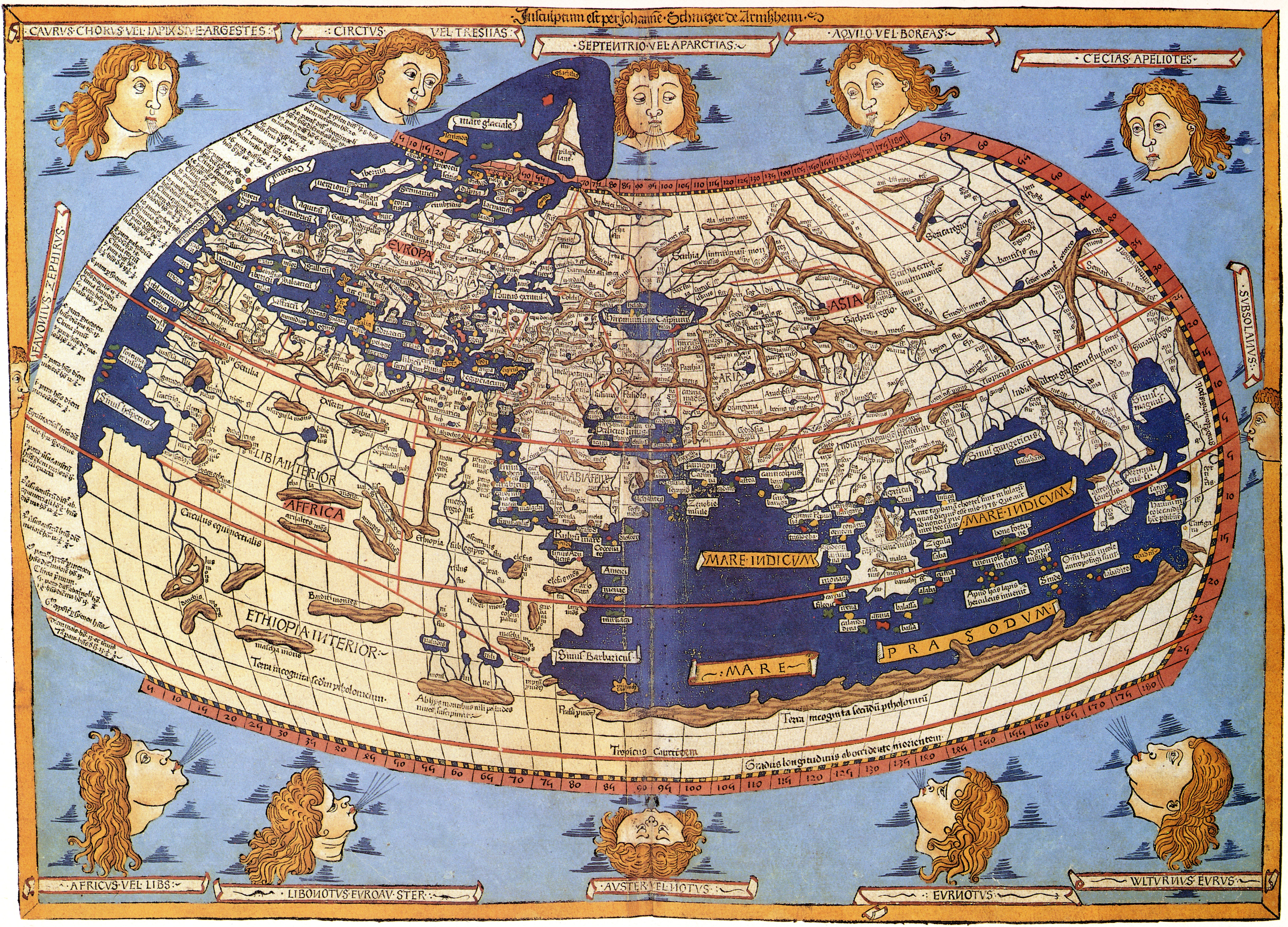
Már Klaudiosz Ptolemaiosz világtérképén is észak volt felül

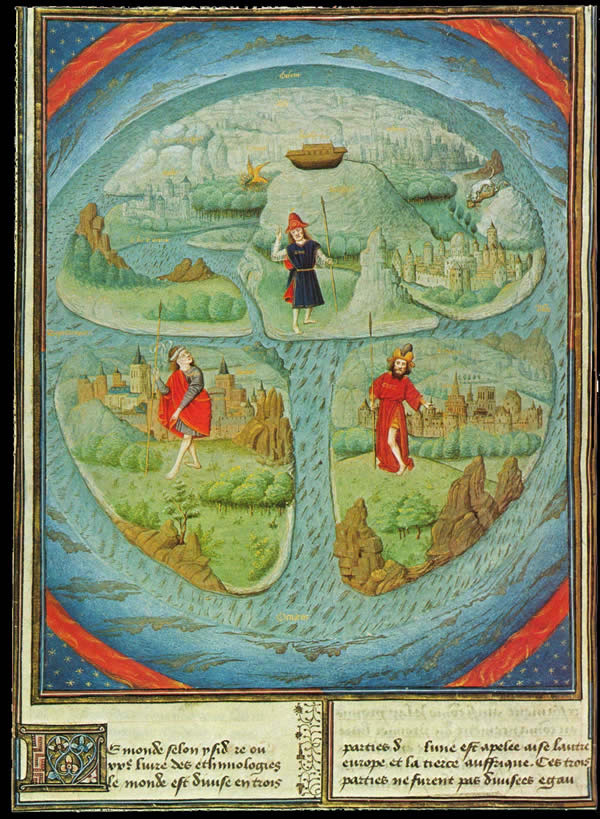
Mappa mundi, La Fleur des Histoires, 1459-1463

Digitális földgömb

A térképészet vagy kartográfia (a görög khartisz = hártya, kártya és graphein = írás, rajzolás) a térképek és más kartográfiai ábrázolási formák (például földgömb, panorámakép, fototérkép stb.) készítésének és használatának tudománya, technikája és művészete. (Lásd még: Vetülettan)
Korábban az analóg térképeket hagyományos eszközökkel, általában papírra rajzolták vagy nyomtatták. Az 1990-es évek elején a számítástechnika térhódítása mélyreható változásokat hozott a magyarországi kartográfia terén is. Ma már a térképek szinte kivétel nélkül számítógépen készülnek.
A digitális térkép a digitális tárgymodellből és a hozzá tartozó megjelenítési modellből áll, ez utóbbi teszi lehetővé a térkép megjelenítését, amely mindig analóg. A megjelenítés azonban lehet valós és virtuális is. A térképi ábrázolás a tudományos vizualizáció egyik legrégebbi és leghatékonyabb eszköze.
Térképkészítésre a következő szoftvertípusok alkalmasak: CAD programok, térinformatikai programok, általános célú grafikus programok és speciális térképészeti programok.
A térképek a térvonatkozású információ megjelenítésére szolgálnak. Az analóg, statikus térképek szerepe csökken, az interaktív, dinamikus térképek javára. Térbeli adatokat például terepi mérésekkel, digitalizálással állíthatunk elő, majd ezeket adatbázisban tároljuk. Attól függően, hogy kinek, milyen céllal, milyen méretarányban szeretnénk térképet készíteni, az adatbázisból dinamikusan választhatjuk ki a szükséges adatokat és alkalmazhatjuk a megfelelő megjelenítési módszereket.

## A térképi ábrázolás története

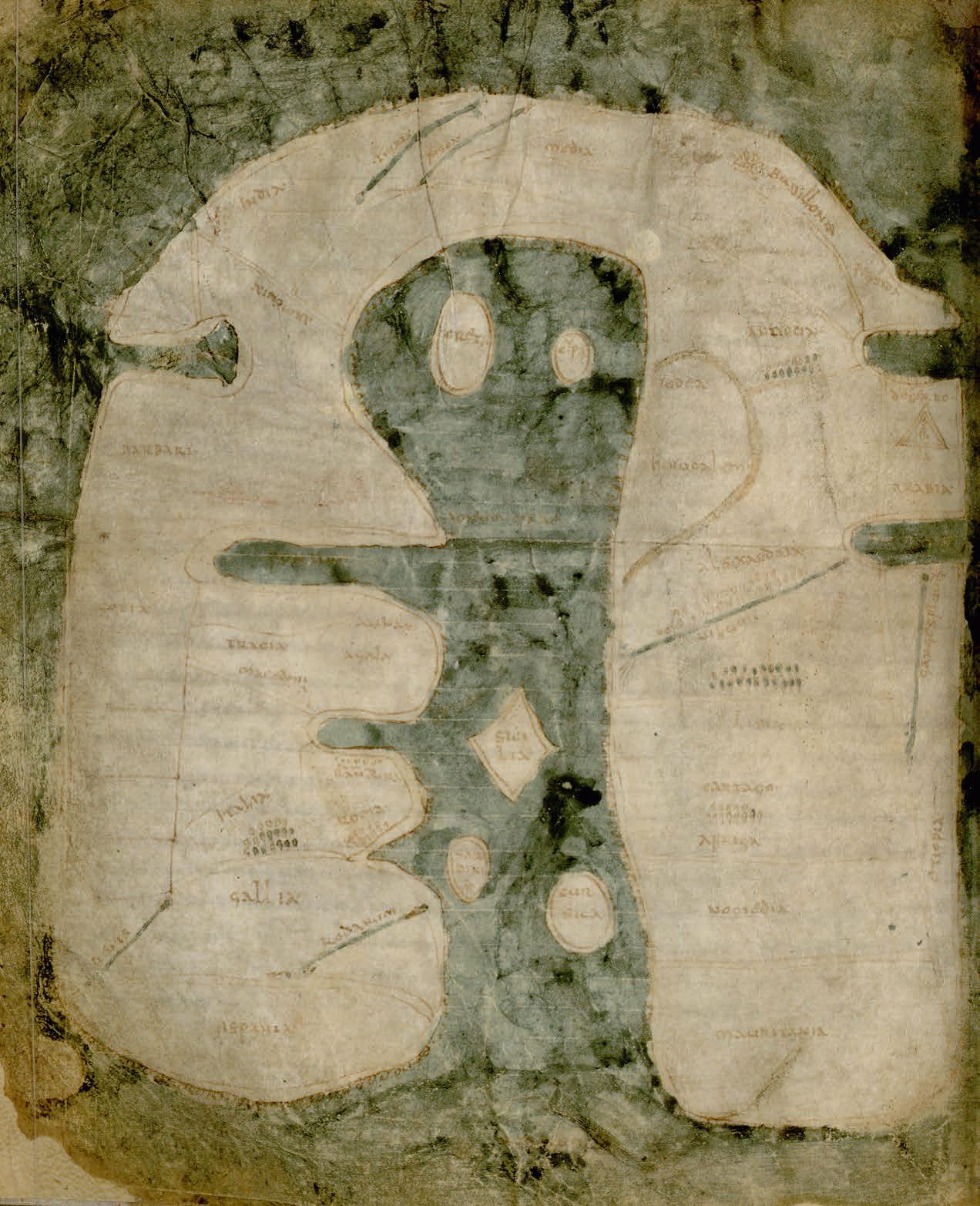
Mappa mundi d'Albi, 8. századi világtérkép

A térképezés a legrégebbi történeti múltba tekint vissza. A történeti kutatások megállapították, hogy az ember először rajzolt, csak azután írt. Az ősember lakóhelyének környezetét vagy a távolabbi tájakat is lerajzolta, azonban nem tájékozódási célból. A mai térképek ősei a térbeli tudás grafikus ábrázolásaiként segítették az emlékezetet, a kommunikációt és a társadalmi együttműködést. A fejlődést korábban a térképek geometriai pontosságának növekedésében látták, mára azonban ez az egyoldalú megközelítés túlhaladottá vált. A digitális kartográfiában a megjelenítés és az adatok tárolása elválhat egymástól, ez a pontosság hagyományos fogalmát átértelmezi. A térképtörténeti tárgyalás során különböző periódusokat különíthetünk el aszerint, hogy a történeti folyamatot milyen szempontból vizsgáljuk.

### A kéziratos térképek kora

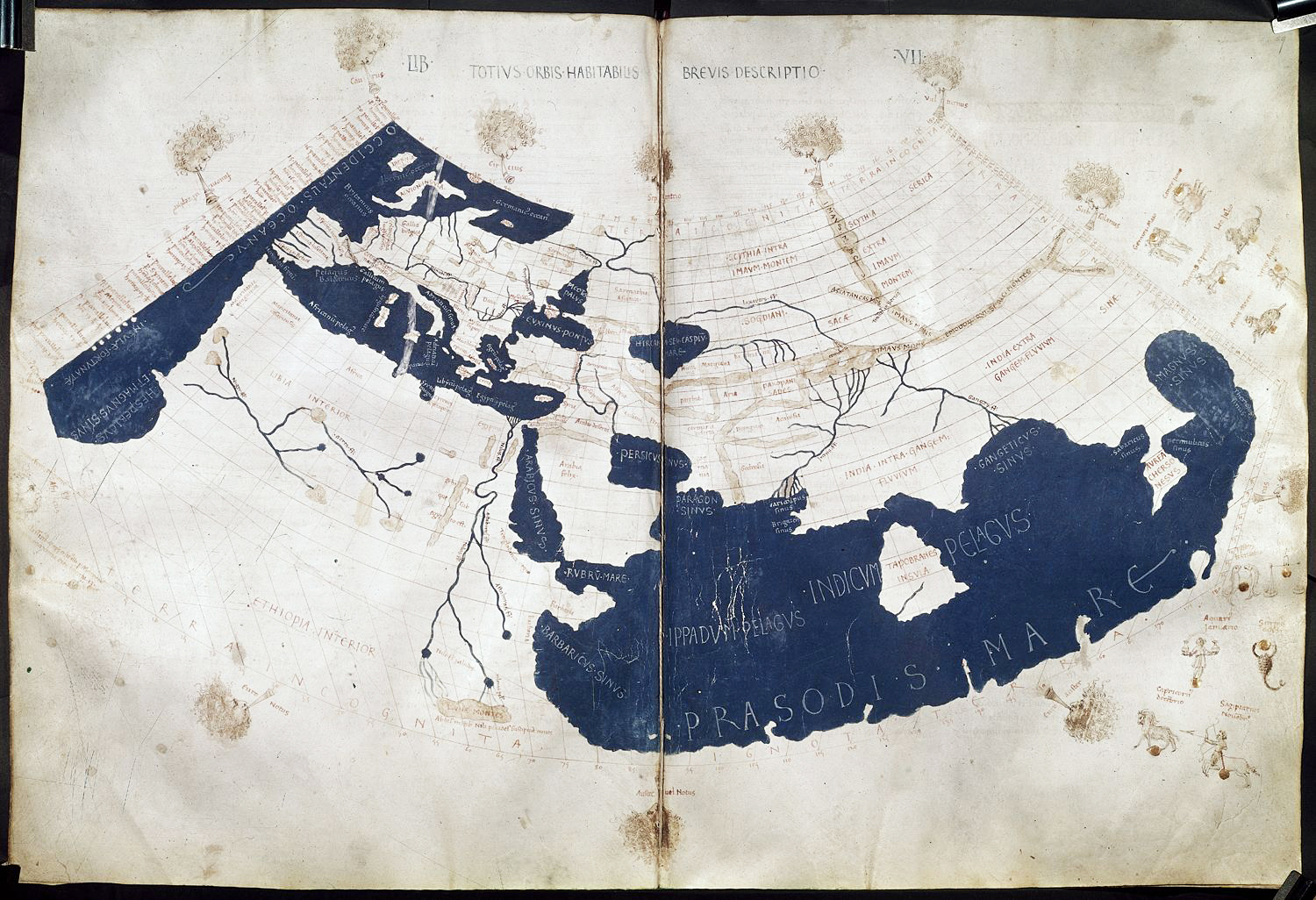
Világtérkép 1400-as évekből, Ptolemaiosz alapján

Ez a kor a legrégebbi időktől a reneszánszig tartott. Az eddig ismert legrégebbi, feltételezhetően térképészeti emlék egy falfestményen lévő várostérkép az anatóliai Çatal Hüyük-ben végzett ásatásoknál került elő. Készítésének idejét radiokarbon vizsgálatok alapján i. e. 6200 körülre teszik. A falfestmény ábrázolási megoldása érdekes: a város épületeit és utcáit alaprajzszerűen ábrázolja. A történelem előtti (prehisztorikus) térképek azonosítása az egyezményes jelrendszer és a feliratok hiánya miatt nehéz. Az olaszországi Val Camonica Bedolina lelőhelyén talált bronzkori sziklarajzot a régészek a környék ábrázolásának tartják.
Vitatható, hogy mit nevezhetünk az első térképnek. A jénai egyetem gyűjteményében szereplő égetett agyagtábla is kétségkívül egyik legrégebbi térképészeti emlék: a 21x18 cm nagyságú, kb. 3500 éves táblácska Nippur városát – az akkori sumér birodalom fővárosát – ábrázolja.
A legrégibb, papiruszra készített ismert térkép I. Széthi egyiptomi fáraó idejéből (i. e. XIII. sz.) való. A töredékes torinói papirusz darabjain a Vádi Hammamát aranybányája és a núbiai bekhen kőzetfajta lelőhelyének, valamint az odavezető utak ábrázolása látható. A hegyeket oldalnézetben, az épületeket és az utakat alaprajzban szemlélteti. Az egyes objektumokat hieratikus jelekkel írt feliratok is magyarázzák.

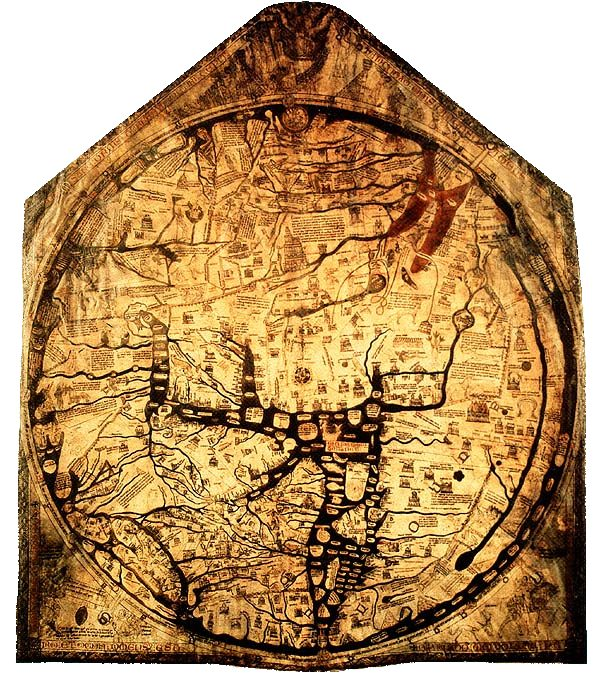
A herefordi világtérkép, 1300-as évek

Az ókori görög térképek szerkesztői már törekedtek arra, hogy geometriai módszerrel ábrázolják az akkor ismert világ egészét. Egyes szerzők a csillagászatban alkalmazott fokhálózatot a Föld ábrázolására, a geográfiára is alkalmazták. Az ókori térképészet legfontosabb képviselője Klaudiosz Ptolemaiosz (i. sz. 87–150) volt, akinek elsőként sikerült a Föld gömbfelületének egy darabját sík felületen leképeznie, s a ma használatos vetület elődjeként szerkesztési módszereket adott a világtérkép fokhálózatának megrajzolásához. Ő volt az első, aki északot felülre tette a térképén, aminek az okáról nem maradt fenn ismeretünk. Az első kúpvetülete nyugatról keletre 180 fokban fedte le az ismert világot, és 10 fokonként a sarkhoz tartó hosszúsági köröket tartalmazott. Egy ívelt szélességi kör haladt keresztül Rodoszon és két másik az ismert legdélibb és legészakibb helyeken, Meroén és Thulén keresztül. Földrajzi könyvében világtérképen és 26 lapon ábrázolta az ókorban ismert világot. Alexandriában, görögül írt kézirata és térképei középkori másolatokban maradtak fenn. Ptolemaiosz szintén készített egy vetületet, amelyen az összes hosszúsági kör ívelt volt, kivéve a középsőt, és a szélességi körök is íveltek maradtak. Ezen a vetületen megjelölte a mai Angliát, Skóciát és Thulét északon. Afrika mint óriási kontinens jelenik meg, mely az Indiai-óceán déli felén terül el és északon csatlakozik Ázsiához. A térkép alapján – Hérodotosz leírásával ellentétben – Ptolemaiosz nem hitte, hogy Afrikát körbehajózták.

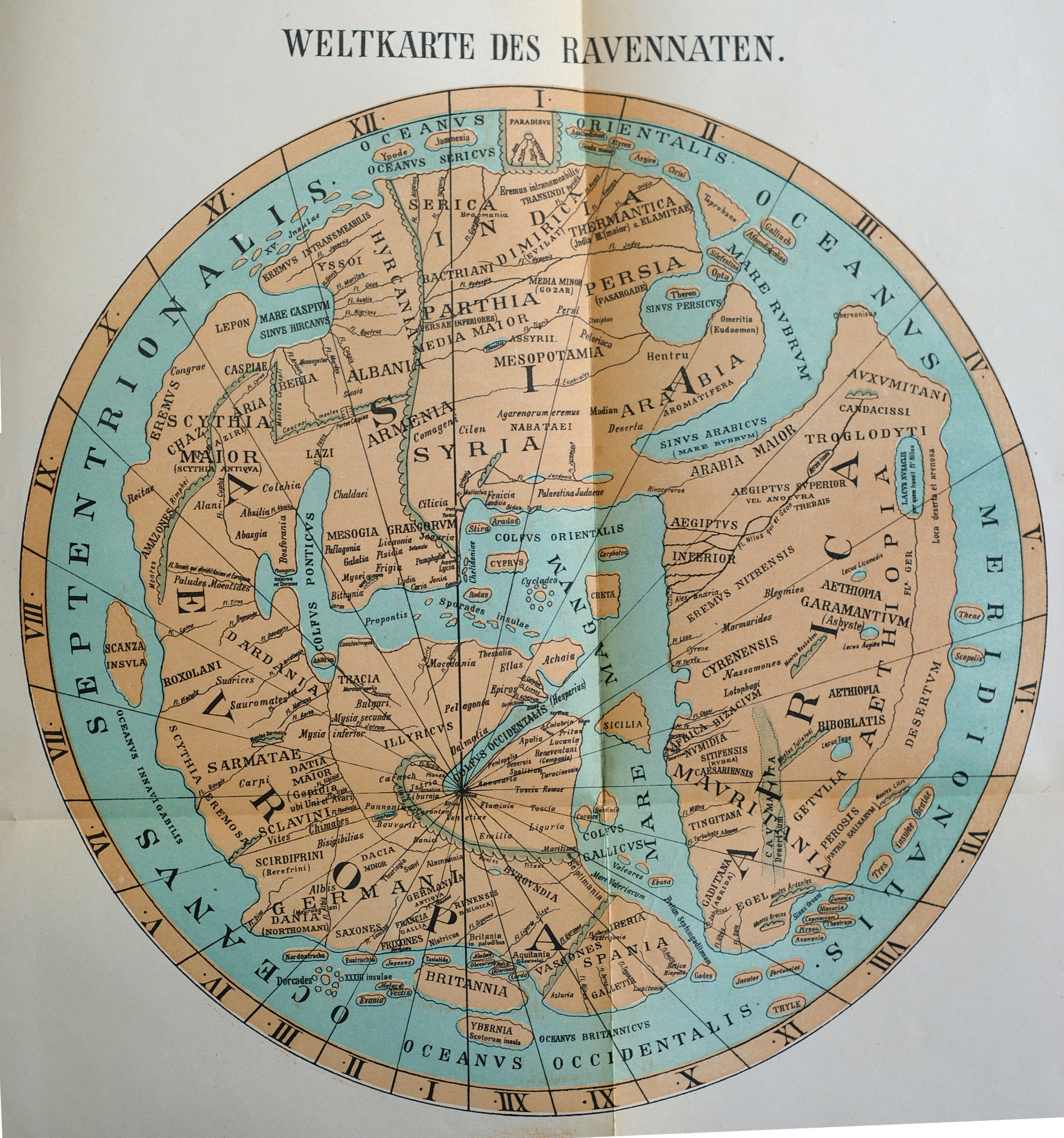
Névtelen ravennai geográfus világtérképe 650 körül

A rómaiak tovább haladtak görög elődeik nyomdokain, de különösen a magántulajdonnal kapcsolatos kataszteri térképezés és ingatlan-nyilvántartás területén léptek előre. Különleges térképeiken főleg a közlekedési utakat, a településeket és az utazási akadályokat, folyókat, hegyeket, erdőket ábrázolták. Az ilyen térképeket itineráriumoknak, úttérképeknek nevezzük. Legismertebb példány a Tabula Peutingeriana, egy eredetileg mintegy hét méter hosszú és harmincnégy centiméter széles papirusz tekercs, amely középkori másolatban, pergamenre festve maradt fenn.
Bár a 12. században Abu Abdalláh al-Idríszi szicíliai arab térképész készített egy Ptolemaioszéhoz hasonló, de részletesebb térképet, Ptolemaiosz térképei mégis elfelejtődtek amíg 1400-ban Konstantinápolyban fel nem fedezték őket. Ptolemaiosz térképeit Firenzébe vitték és később lefordították ógörögről latinra, majd a 16. század során a térképészek tanulmányozták és megpróbálták belé illeszteni az új földrajzi felfedezéseket.
A középkori térképek nagyon ritkán folytatták az ókori földrajzi hagyományt, amely azonban nem merült feledésbe. A térképek szélein, sőt a beltartalomban is sokszor fantasztikus alakokat vagy vallási tárgyú rajzokat látunk. A középkori térképek Európában elsődlegesen a keresztény világkép szimbolikus kifejezései. Legtöbbjük kör alakú világtérkép. Legismertebb példány a herefordi térkép 1275-ben készült. Több, mint másfél méter átmérőjű, bibliai jeleneteket ábrázol, és ma is az angliai herefordi katedrálisban található.

### A nyomtatott térképek kora

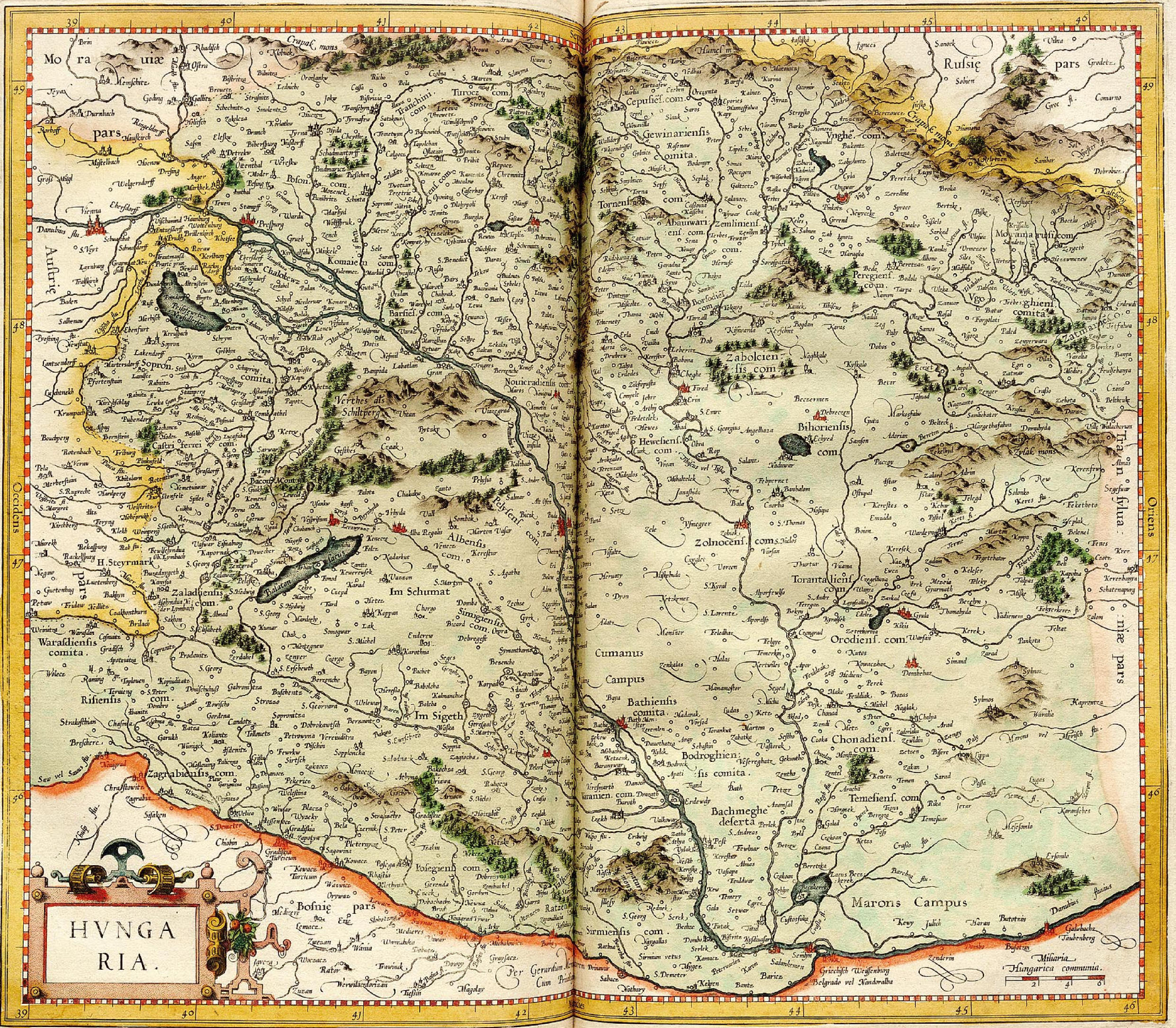
A Magyar Királyság Mercator térképén, 1596

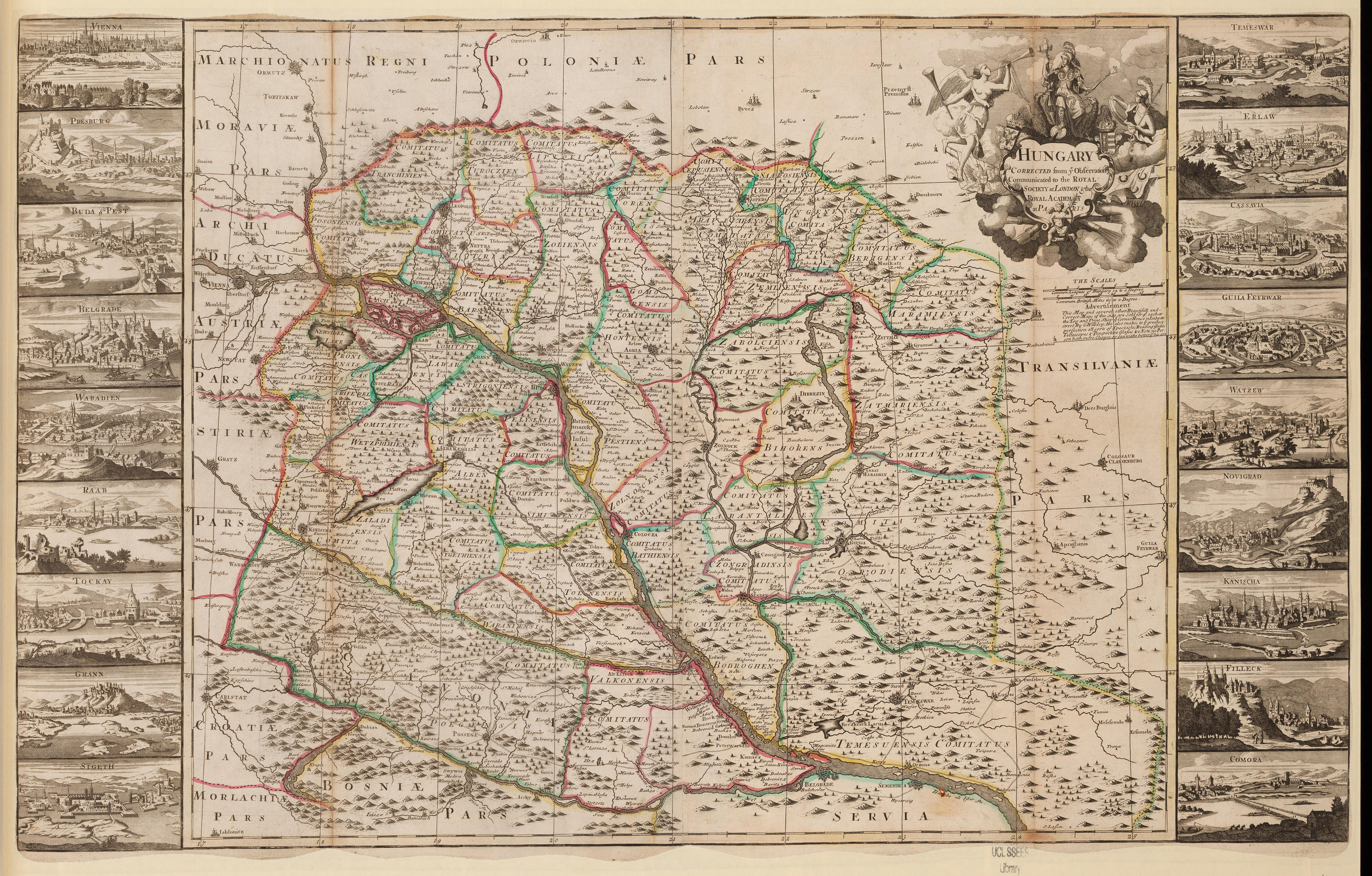
A Magyar Királyság 1700 körül, kétoldalt várak látképei díszítik

A XV. században és azután készült térképekre jellemző, hogy készítőik igyekeznek a reneszánsz térszemléletnek megfelelően a geometrikus tér mennyiségi vonatkozásait és a konkrét földrajzi környezet látványát együttesen ábrázolni. A fejlődés megindítója a reneszánsz kor szelleme, az ókorban elért eredményeket a térképészetben is felelevenítik és továbbfejlesztik. Ptolemaiosz földrajzi könyvét Itáliába viszik, ahol a XV. század elejére Firenzében latinra fordítják. A térképészet fellendülését elősegítették a nagy földrajzi felfedezések, a megélénkült gazdasági élet, a kereskedelem és az áruszállítás fokozódása. Ezek a tényezők követelték a pontosabb, tájékozódásra alkalmas térképeket. Először a tengeri, majd a szárazföldi térképek fejlődtek.

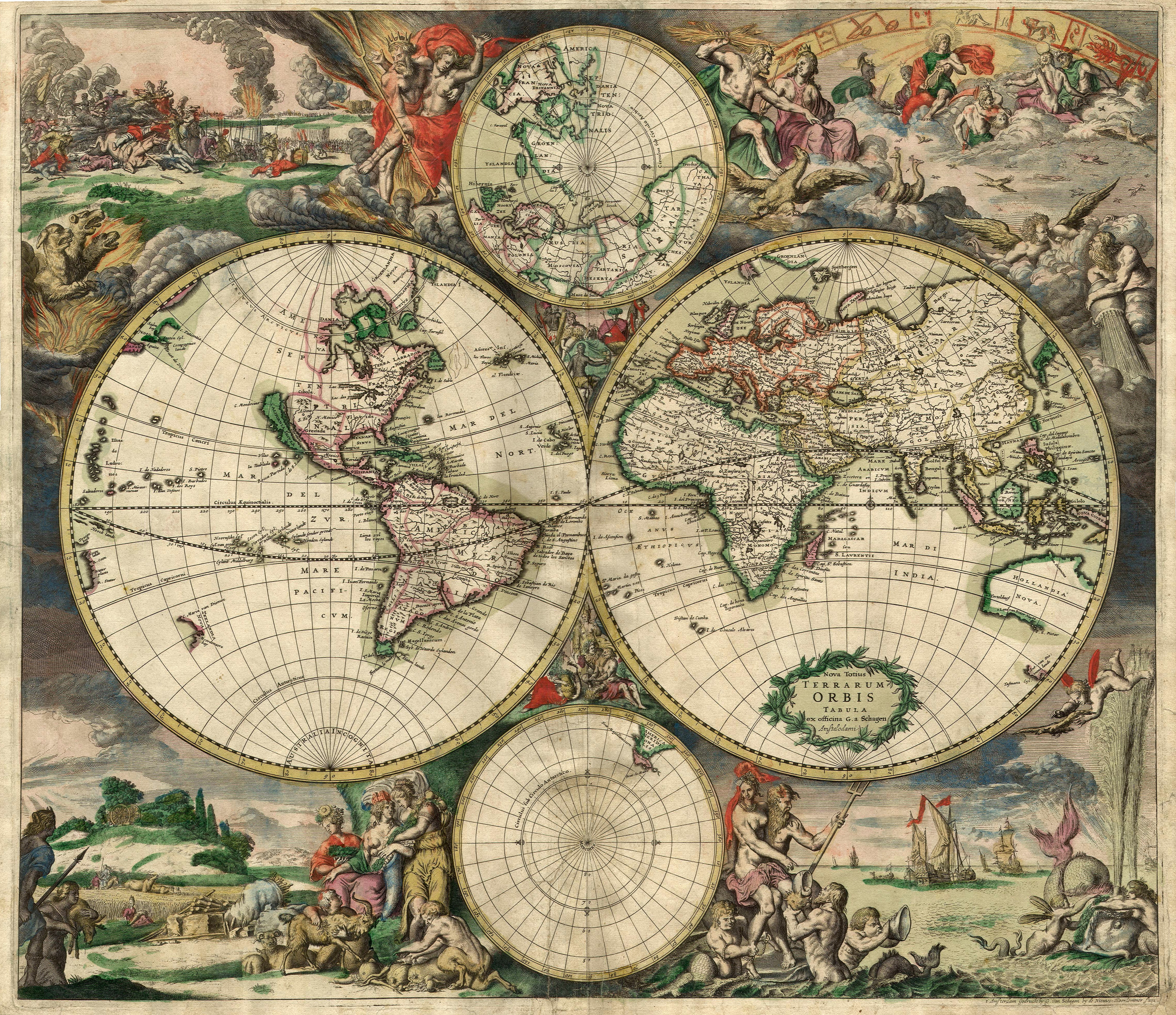
van Schagen által készített világtérkép, Amszterdam, 1689

A XVI. században működő Mercator a modern térképészet legnagyobb alakja. 1569-ben megalkotta világtérképét, amelyen a hajózási vonalak, a loxodromák egyenesek voltak. A máig is nagyon népszerű szögtartó hengervetületet később róla nevezték el Mercator-vetületnek. Ő készítette, de fia Rumold Mercator adta ki az első, egységes térképgyűjteményt "Atlasz" néven (1595-ben), amely azonban még ekkor sem volt teljes.

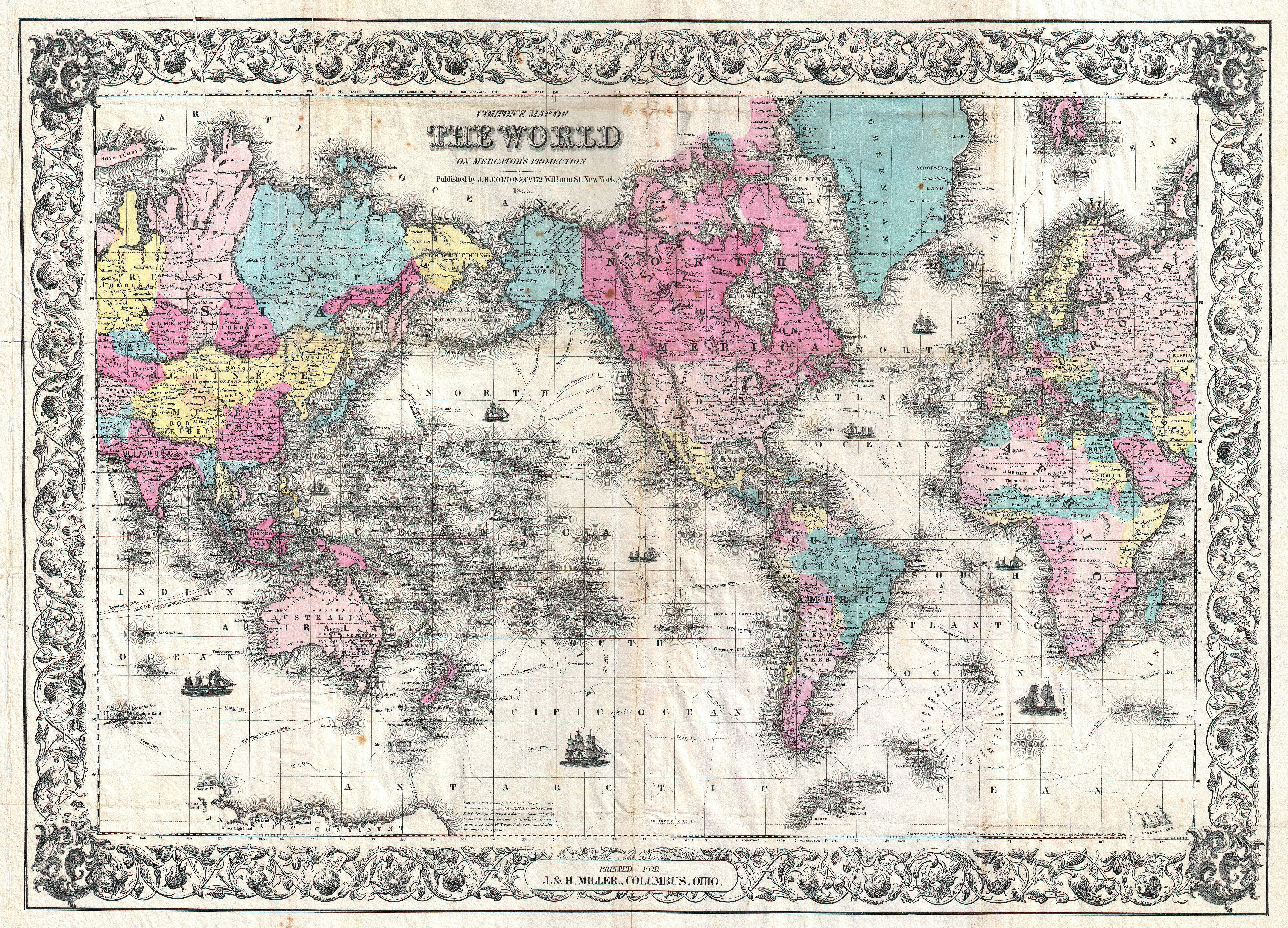
Világtérkép, 1852

Az ebben az időben készült térképeken már a tereptárgyakat is ábrázolják. Az utak mellett a hidakat, a városokat, a jellemző várakat, a templomokat is feltüntetik. Egyes térképeken a településeket alaprajzban rögzítették, a háztömböket, utcákat is feltüntetik. A domborzatot még mindig oldalnézetben vagy madártávlatban ábrázolják.
A XVIII. századtól kezdve megjelenő térképeken számos tartalmi változás észlelhető. A természettudományok fejlődése megadta az alapot a pontosabb vetületek szerkesztéséhez. A domborzati ábrázolásban rátértek a csíkozásra, majd a szintvonalakkal való ábrázolásra. Megkezdődtek a nagy területet felölelő, részletes topográfiai felmérések. Elsősorban a katonai szempontok voltak indítékai a háromdimenziós, a domborzatot jól érzékeltető ábrázolási módnak.
A topográfiai térképek a 20. század elejétől kezdődően fotogrammetriai terepfelméréssel készülnek. Az állami alaptérképek (kataszteri és topográfiai térképek) mellett egyre többféle tematikus térképet adnak ki a nagyközönségnek is. A nyomtatott térképek mellett a számítógéppel készített első digitális térképek az 1960-as években jelentek meg. Ezzel új korszak kezdődött a térképészetben

### A magyarországi térképezés rövid története

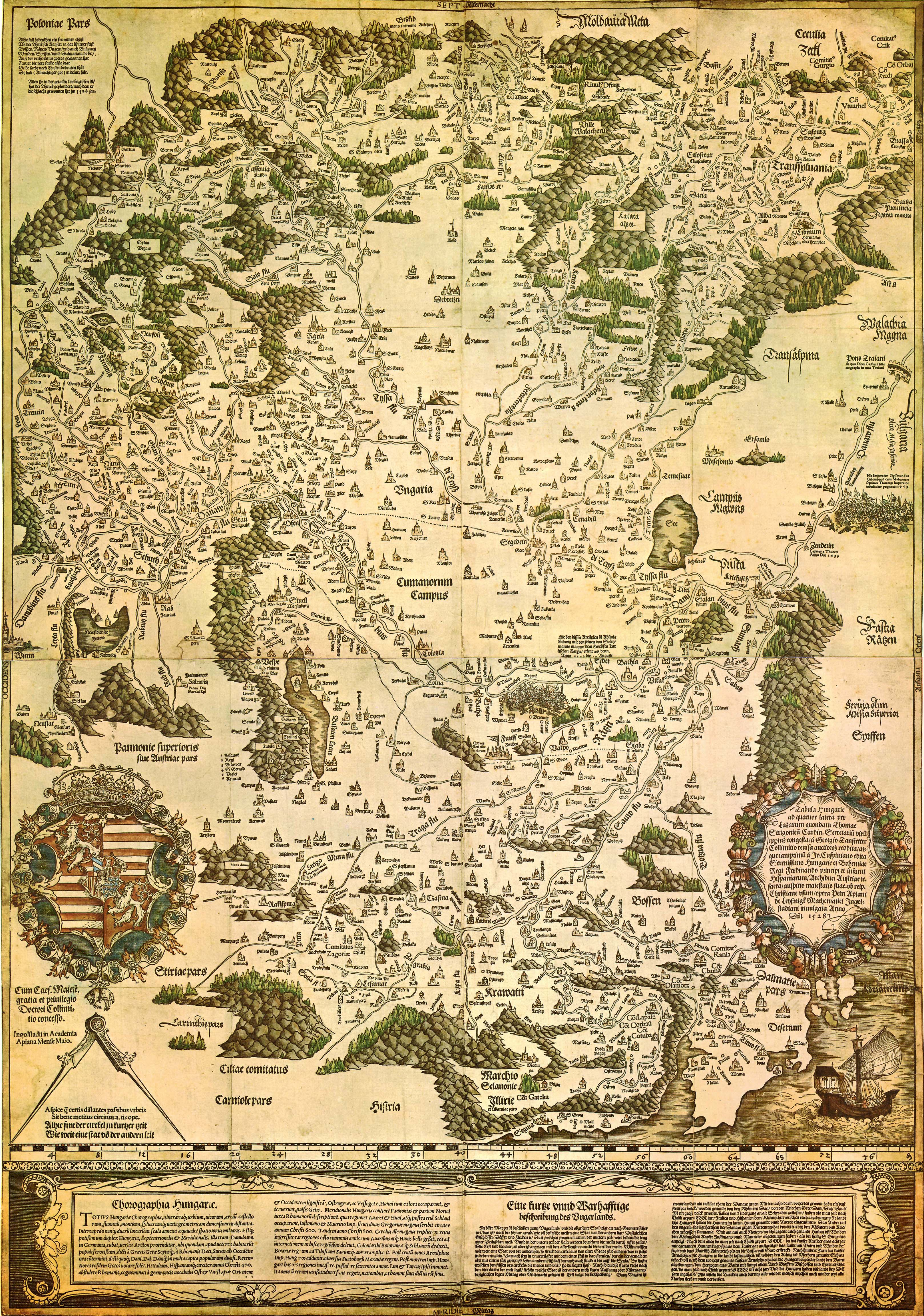
Tabula Hungariae-Lázár térkép

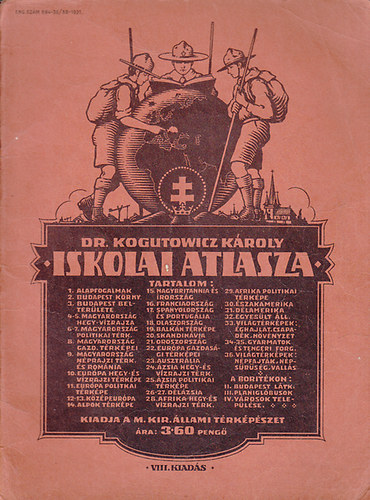
Kogutowicz Károly iskolai atlasza, 1931

A térképkészítés mindig az adott korszaknak megfelelő társadalmi igényeket elégítette ki. Így volt ez Magyarországon is. Bár földmérési tevékenységről korábbi emlékeink is vannak, a legrégibb ismert országtérképünket, a Tabula Hungariae-t 1528-ban Ingolstadtban nyomtatják ki. A térkép felirata szerint Bakócz Tamás titkárának, Lázárnak (Lazarus) munkája. Ezt követi négy év múlva Johannes Honterus Erdély szászok lakta vidékét ábrázoló alkotása (1532).
A török hódoltság alatt számos haditérképet, alaprajzot, látrajzot készítenek a magyarországi végvárakról és a Habsburg-Török Birodalom határvidékéről az elsősorban külföldi várépítészek, katonák, mérnökök (pl. Luigi Ferdinando Marsigli). A visszafoglaló háborúk idején ismét megindul hazánkban a felmérési és térképezési munka, ekkor jelennek meg ismét terepi adatgyűjtésen és mérésen alapuló térképek.
A magyarországi térképészetet a 18. század elején ismét európai szintre emelték Mikoviny Sámuel és tanítványai, munkatársai. A selmecbányai bányászati iskola (későbbi Akadémia) első mérnök-tanára egyben a Magyar Királyság térképezésére is megbízást kapott az uralkodótól. Mikoviny megyei térképei közül néhány Bél Mátyás történeti-földrajzi munkájában jelent meg, tevékenységük egy egész évszázadra meghatározta az ország képét.
A magyarországi térképészet következő időszakát Magyarország első katonai felmérésének munkálataitól számíthatjuk (1780-84 között).
Magyarországon a második világháború után, mint ahogy a világ számos más országában is, a térképészetet nemzetbiztonsági kérdésként kezelték, részletes térképek szinte kizárólag katonai célra készültek. Polgári térképészet ennek ellenére létezett már az ötvenes évek elejétől: 1952-ben az Országos Földmérési Intézetből létrehozták az Állami Földmérési és Térképészeti Hivatalt (ÁFTH), majd 1954-ben az ÁFTH felügyelete alatt megalakult három további vállalat: Budapesti Geodéziai és Térképészeti Vállalat, Kartográfiai Vállalat és a Pécsi Geodéziai és Térképészeti Vállalat. Ezek közül a Kartográfiai Vállalat volt az, amelynek célja és feladata a polgári térképészet működtetése, beleértve a térképek sokszorosítását és kiadását is.

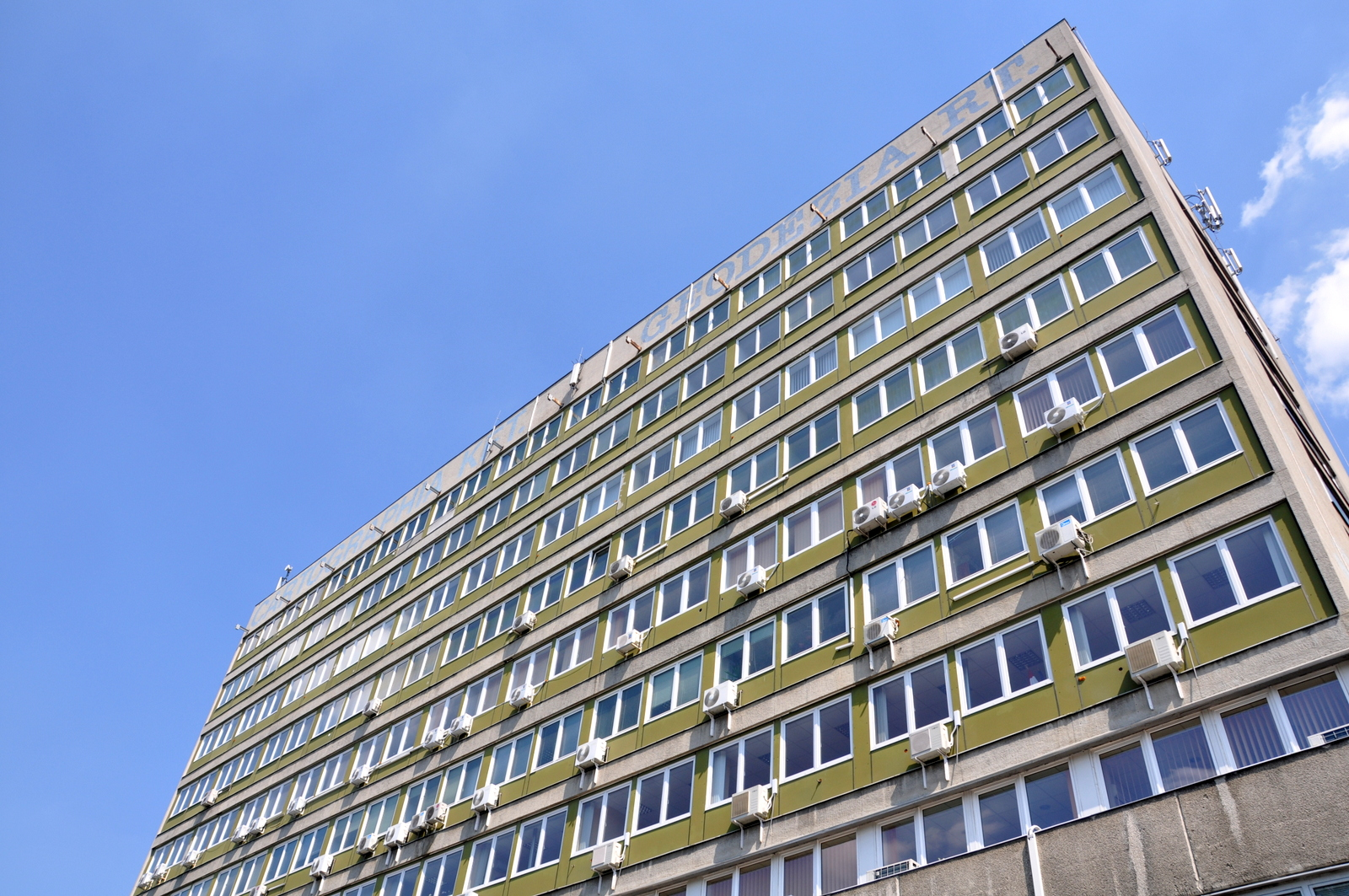
A Cartographia Rt és a Geodézia Rt közös székháza Budapesten, a Bosnyák téren

A rendszerváltás után, mint ahogy sok más terület is, a térképészet is liberalizálásra került. A piacon, főként a Kartográfiai Vállalatból való kiválással és új cégek alapításával, megjelentek magán-térképészek (többek között: Ábel Kft, Dimap, Térképker és Térképskála valamint a Szarvas térképészeti ügynökség). Ahhoz hogy ezen magyar szakértők által készített térképek és további külföldi termékek eljussanak a fogyasztókhoz, egy országos kereskedő-ellátó hálózatra is szükség volt. A Kartográfiai Vállalat, immár Cartographia Kft-ként 1992-ben létrehozta a Cartographia-Navigátor Kft-t egy magyar magánszemély, Buslig György közreműködésével. A Cartographia-Navigátor Kft a 90-es évek első felében nemcsak a magán térképészek által gyártott termékek végfelhasználókhoz juttatásában, de például a magyar általános- és középiskolai térképek és atlaszok országos terjesztésében is meghatározó szerepet játszott.
A 90-es évek vége, 2000-es évek eleje óta a magyar térképészet tovább fragmentálódott, a hajdani állami vállalat utódja, a Cartographia Kft mellett egyre több magánvállalkozó kezdett térképkészítéssel és értékesítéssel foglalkozni. A Cartographia-Navigátor Kft is felbomlott 1998-ban, a két tulajdonos külön úton folytatta tovább, a Cartographia Kft főként a saját maga által készített termékek forgalmazására fókuszálva, míg Buslig György cége, a Térképvilág Kft (Térképkirály) a hazai és nemzetközi termékek minél szélesebb körének hazai utazókhoz való eljuttatására összpontosítva.

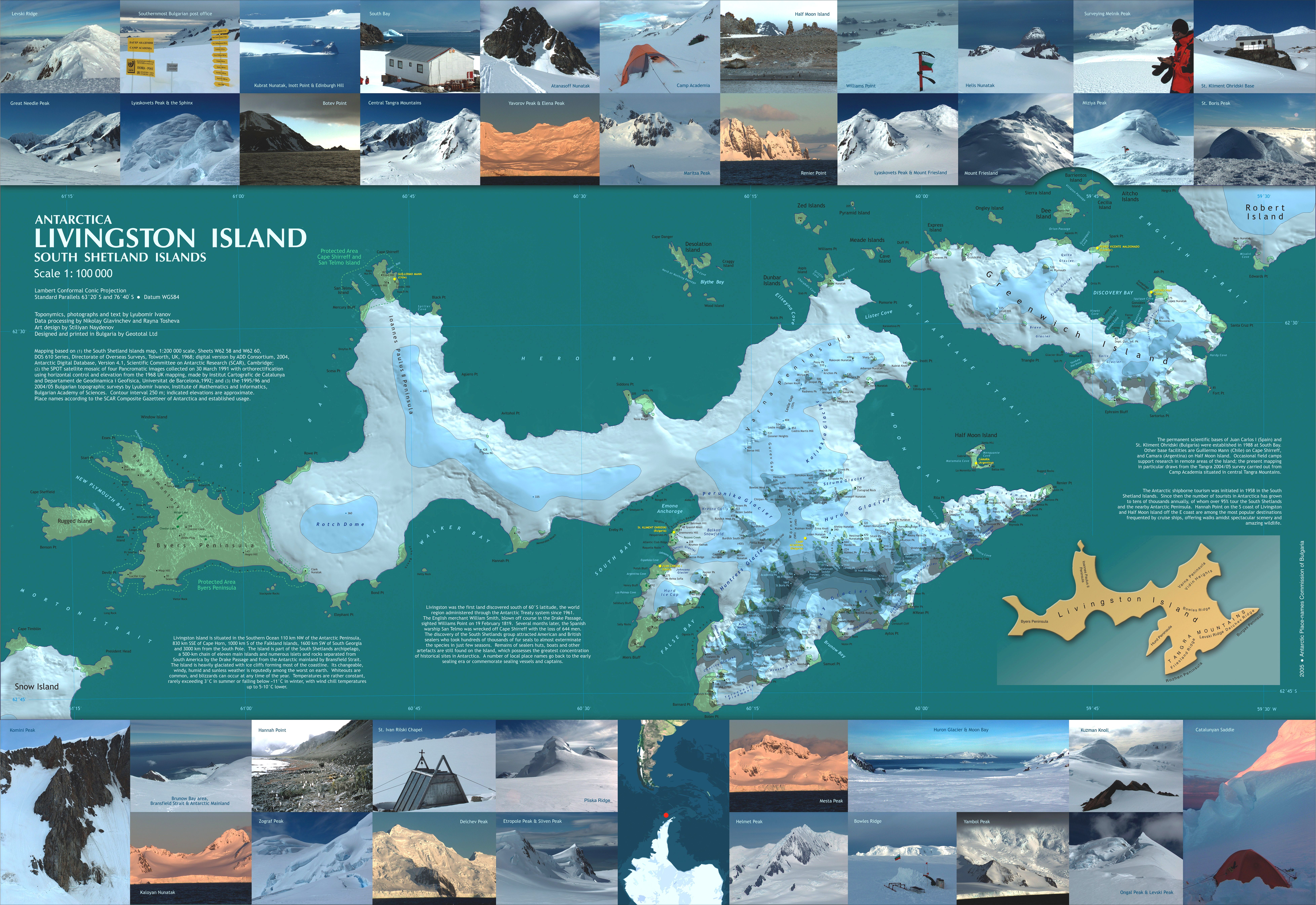
Illusztrált térkép